# Theaterakademie Mannheim

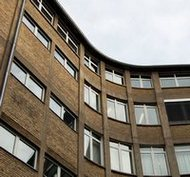
Die neuen Räumlichkeiten der Theaterakademie Mannheim befinden sich auf dem Gelände der Felina GmbH

Die Theaterakademie Mannheim (kurz ThaM) in Mannheim-Neckarstadt-Ost bildet Schauspieler und Regieschüler aus. Sie ist eine staatlich anerkannte Berufsfachschule für Schauspiel und Regie im Sinne des Privatschulgesetzes des Landes Baden-Württemberg, erhält keine staatlichen Subventionen und ist BAföG-berechtigt.

## Gliederung
3½ Schuljahre:
- 1. Jahr mit 1/2 Jahr Probezeit: Die Schüler werden in den Kanon aller Fächer eingeführt. Im praktischen Unterricht liegt der Schwerpunkt zunächst auf Körperarbeit, Stimmbildung, Improvisation und Dialogarbeit. In Gesang und Bühnenkampf werden Basics erarbeitet.
- 2. Schuljahr: Das Rollenstudium wird intensiviert, Ensemblearbeit kommt hinzu. Je nach Talent wird Gesang verstärkt gefördert.
- 3. Schuljahr: Rollenstudium und Ensemblearbeit werden Schwerpunkt. Extrabegabungen wie Singen, Tanzen und Fechten werden gefördert. Camera-acting und Mikroarbeit werden fakultativ angeboten
- 4. Halbjahr mit 1/2 Jahr Prüfungsstufe: Die Schüler werden intensiv auf die Prüfung vorbereitet.

## Leitung
- Mario Heinemann Jaillet, Choreograph
- Silvana Kraka, Regisseurin

## Unterrichtsfächer

### Schauspielausbildung
- Rollenstudium
- Dialog
- Ensemblespiel
- Improvisation
- Phonetik in Theorie und Praxis
- Stimmbildung (Gesang)*
- Ausdrucks- und Körperarbeit
- Bühnenkampf*
- Tanz
- Feldenkrais
- Bodenakrobatik
- Gesangliche Interpretation
- Chanson*
- Textanalyse u. Rezitation
- Theatertheorie
- Maskenspiel*
- Psychologie u. Ethik
- Mikrophonausbildung*
- Camera-acting*
- Gemeinschaftskunde

### Für die Regieausbildung
- Klassische und moderne Regieansätze
- Dramaturgie
- Regie-Praxis als Hospitant, Assistent und zuletzt eigene Arbeiten
- Alle weiteren Fächer analog der Schauspielausbildung

## Schüler
- Nicole Risse-Kaufmann

## Weblink
- Theaterakademie Mannheim